# یواس‌اس وامپونواگ (ای‌تی‌ای-۲۰۲)
یواس‌اس وامپونواگ (ای‌تی‌ای-۲۰۲) (به انگلیسی: USS Wampanoag (ATA-202)) یک کشتی بود که طول آن ۱۴۳ فوت ۰ اینچ (۴۳٫۵۹ متر) بود. این کشتی در سال ۱۹۴۴ ساخته شد.